# فرودگاه تاماریندو
فرودگاه تاماریندو (به انگلیسی: Tamarindo Airport) یک فرودگاه خصوصی با کد یاتا TNO است که یک باند فرود آسفالت دارد و طول باند آن ۸۰۰ متر است. این فرودگاه در کشور کاستاریکا قرار دارد و در ارتفاع ۱۳ متری از سطح دریا واقع شده است.